# عنکبوت‌های درازآرواره

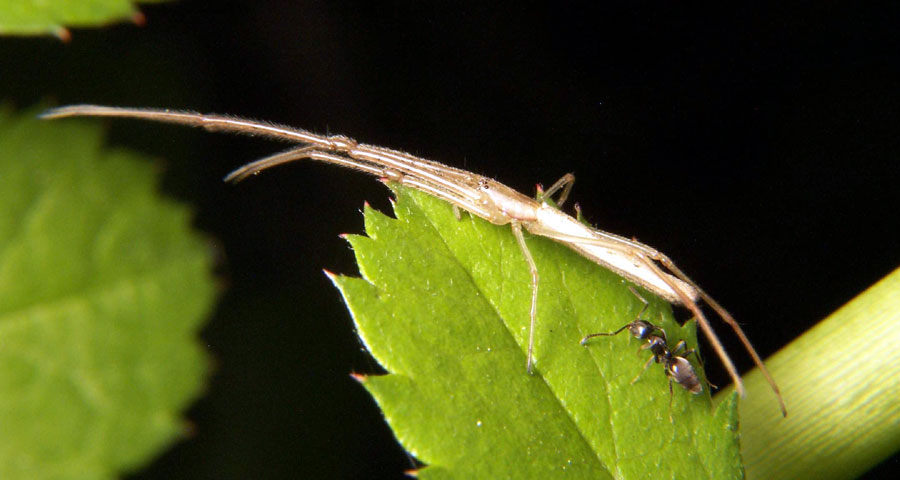
Tetragnatha sp.

عنکبوت‌های درازآرواره (Tetragnathidae) نام خانواده‌ای از عنکبوت‌ها است.
این خانواده ۵۲ سرده و ۹۵۵ گونه را دربر می‌گیرد.